# Penly
Penly település Franciaországban, Seine-Maritime megyében. Lakosainak száma 495 fő (2018. január 1.). Penly Biville-sur-Mer, Brunville és Petit-Caux községekkel határos.

## Népesség
A település népességének változása:
| Lakosok száma | 147  | 143  | 154  | 184  | 306  | 325  | 431  | 491  | 493  | 495  |
|               | 1962 | 1968 | 1975 | 1982 | 1990 | 2008 | 2013 | 2015 | 2017 | 2018 |